# Theria pallida
Theria pallida är en fjärilsart som beskrevs av Barend J. Lempke 1952. Theria pallida ingår i släktet Theria och familjen mätare. Inga underarter finns listade i Catalogue of Life.